# فهرست عمومی سرعت‌های شعاعی ستاره‌ای
فهرست عمومی سرعت‌های شعاعی ستاره‌ای (به انگلیسی:GCRV:General Catalogue of Stellar Radial Velocities) فهرستی از سرعت‌های شعاعی ۱۵۱۰۷ ستاره است. این مجموعه توسط رالف ویلسون المر گردآوری و توسط موسسه کارنگی واشنگتن در سال ۱۹۵۳ منتشر شده است. بسیاری از اندازه گیری‌های سرعت در رصدخانه کوه ویلسون بدست آمد.

## منبع
ویکی‌پدیای انگلیسی، دسترسی ۱۲ مارس ۲۰۱۱